# Richard Avenarius
Richard Heinrich Ludwig Avenarius (19. listopadu 1843 Paříž – 18. srpna 1896 Curych) byl německo-švýcarský filozof, zakladatel a jeden z předních představitelů empiriokriticismu. Působil jako profesor na Univerzitě v Curychu.
Podle Avenariova názoru měla věda spočívat v čistém popisu zkušenosti oproštěném od metafyziky a materialismu. Jeho myšlenky ze socialistického pohledu důrazně kritizoval Vladimir Iljič Lenin ve svém díle Materialismus a empiriokriticismus (1908).
S předpoklady Avenariova empiriokriticismu se vyrovnává na počátku prvního z Kacířských esejů (1975) Jan Patočka.